# Nietzsche-Archiv

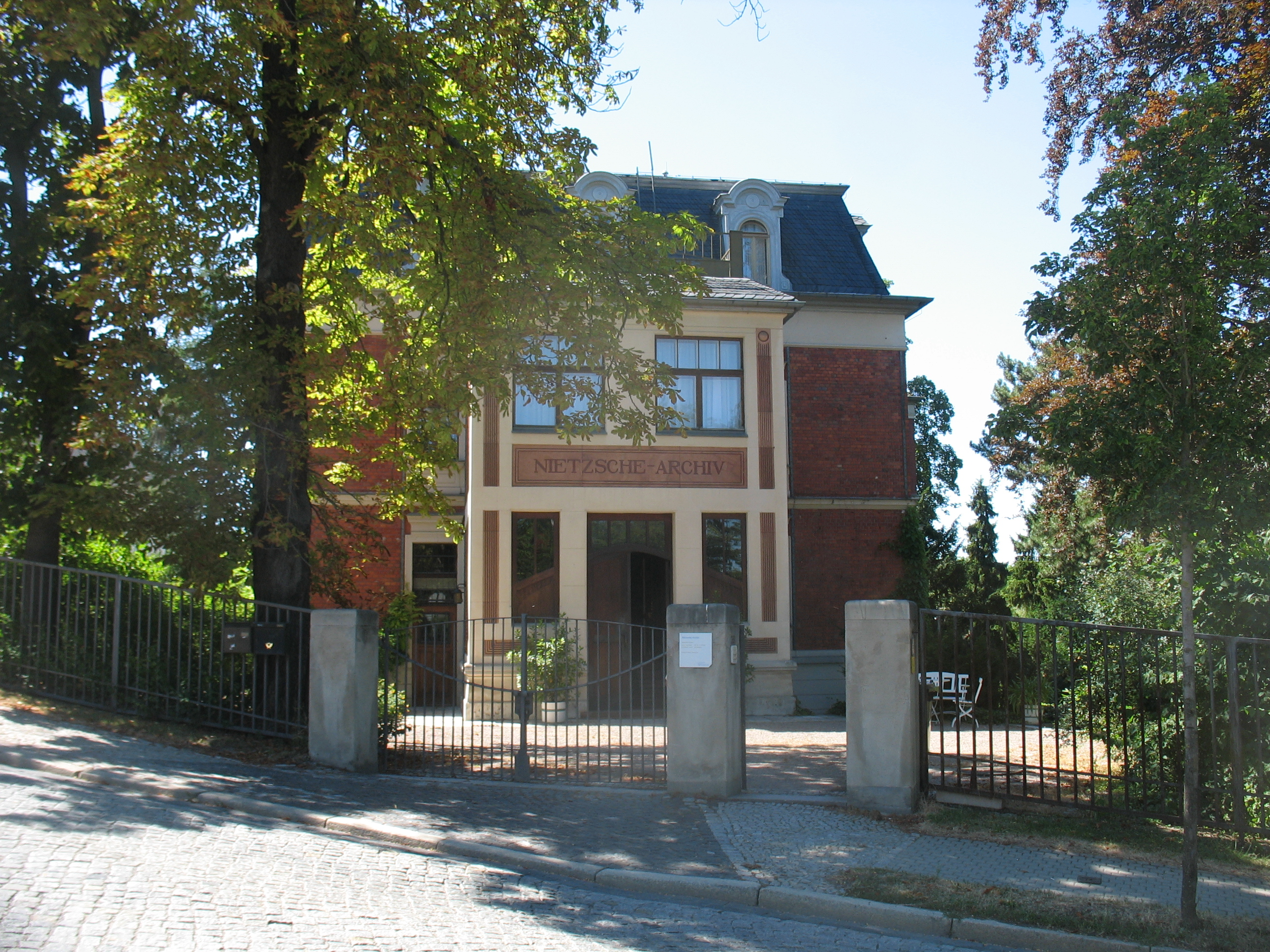
Nietzsche-Archiv

O Arquivo Nietzsche (alemão: Nietzsche-Archiv) é a primeira organização que se dedica a arquivar e documentar a vida e a obra do filósofo Friedrich Nietzsche, todas provenientes de Elisabeth Förster-Nietzsche, irmã do filósofo.
O Arquivo Nietzsche foi fundado em 1894 em Naumburg, Alemanha, e encontrou um local permanente em Weimar. Sua história até meados do século XX esteve intimamente ligada à de sua fundadora e chefe por muitos anos, Elisabeth Förster-Nietzsche, irmã do filósofo. Embora desde o início o arquivo tenha sofrido muitas críticas por adulterar, ou mesmo falsificar, documentos para apoiar certos fins ideológicos, o Arquivo foi, até o final da Segunda Guerra Mundial, um local de importância central para a recepção de Nietzsche na Alemanha. Na Alemanha Oriental, foi afiliado ao Nationale Forschungs- und Gedenkstätten der klassischen deutschen Literatur em Weimar (Pesquisa Nacional e Locais de Memória da Literatura Alemã Clássica em Weimar), e formalmente dissolvido em 1956. Seus acervos foram disponibilizados para pesquisadores ocidentais, principalmente Mazzino Montinari, que substituiu as duvidosas edições do velho Arquivo do Nietzsche por novas. Na Alemanha Oriental, porém, Nietzsche ainda era um autor proibido, com todas as suas obras banidas.
Desde a reunificação alemã, o acervo do arquivo pertence ao Stiftung Weimarer Klassik, agora denominado Klassik Stiftung Weimar. O domicílio do arquivo, a Villa Silberblick, é agora um museu.

## História

### Objetivos
Elisabeth Förster planejou a criação de um Arquivo de Nietzsche após retornar do Paraguai à Alemanha no outono de 1893. O objetivo do arquivo era coletar recursos para evitar que se dispersassem e garantir o monopólio de seu valor – o que não era incomum naquela época.
Desde o início da década de 1890, a recepção das obras de Nietzsche no mundo de língua alemã cresceu enormemente. O Arquivo de Nietzsche tentou obter os direitos legais de interpretação de Friedrich Nietzsche e suas filosofias em discussões públicas. Não apenas as biografias de Elisabeth Förster-Nietzsche serviram a essas discussões, mas também uma infinidade de periódicos e artigos de jornais que vieram do arquivo e das áreas adjacentes. Förster-Nietzsche já havia colecionado documentos de seu admirado irmão desde sua juventude e então começou a comprar todas as suas correspondências por uma quantia substancial. Essas cartas, portanto, também foram publicadas direta e indiretamente pelo arquivo ao lado das obras de Nietzsche. Outra razão para que o editorial do arquivo e sua monopolização do trabalho de Nietzsche também pode ter sido obter grandes lucros com eles.